# Bolinders

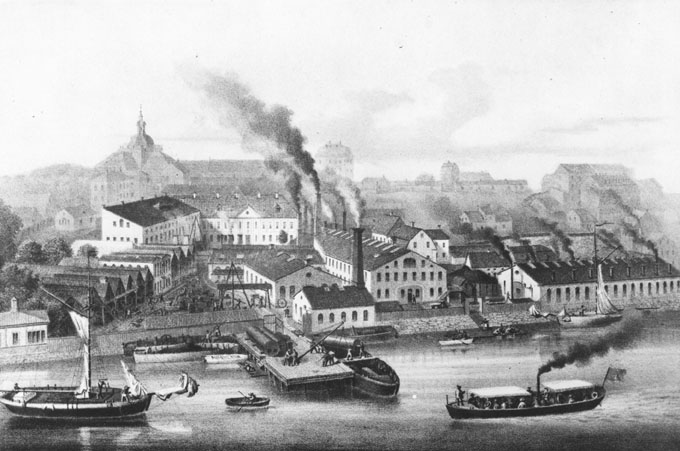
Bolinders verkstäder vid Klara sjö, 1872.

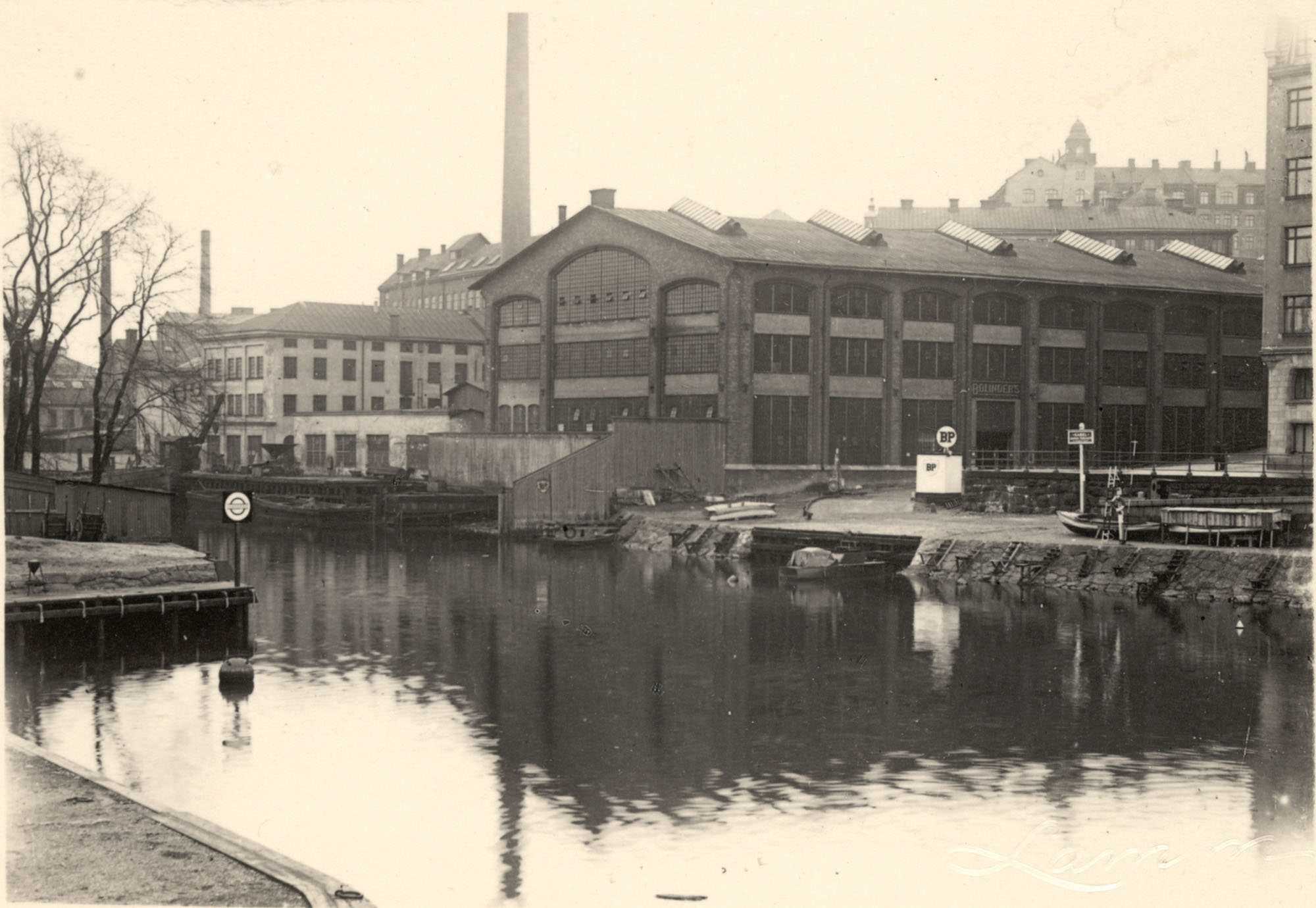
Bolinders verkstäder vid Klara sjö, 1934.

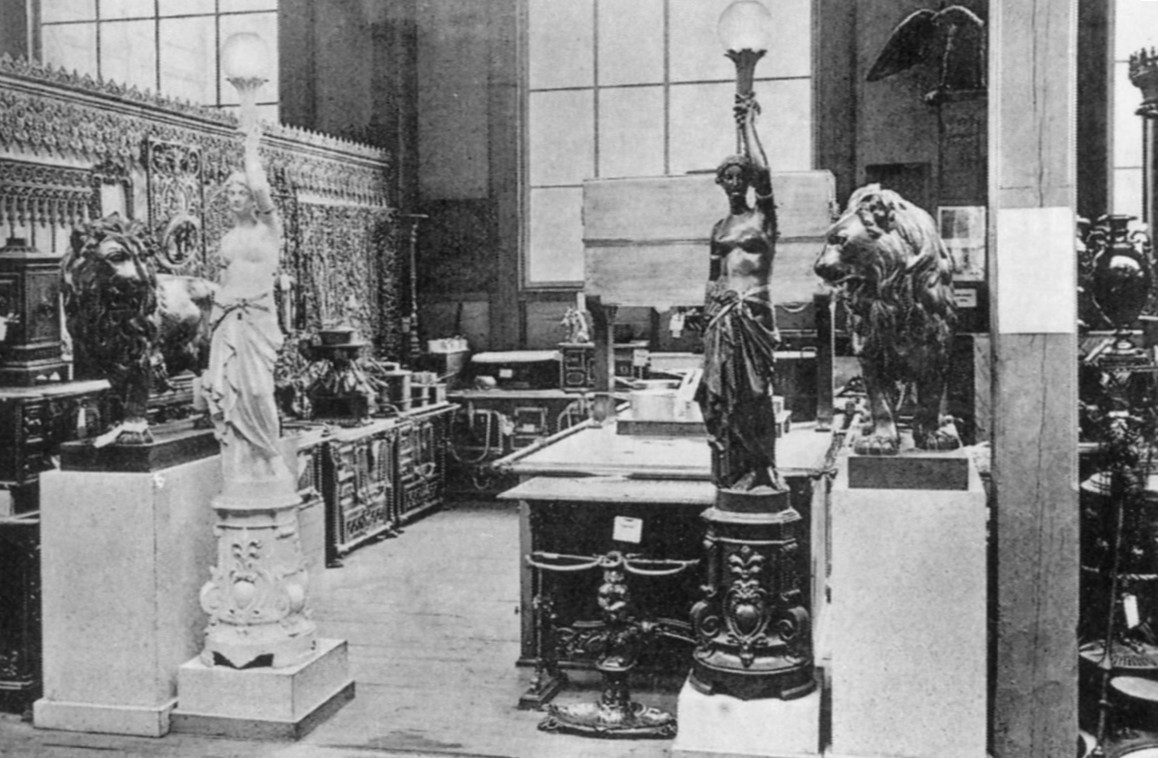
Bolinders monter vid Stockholmsutställningen 1866.

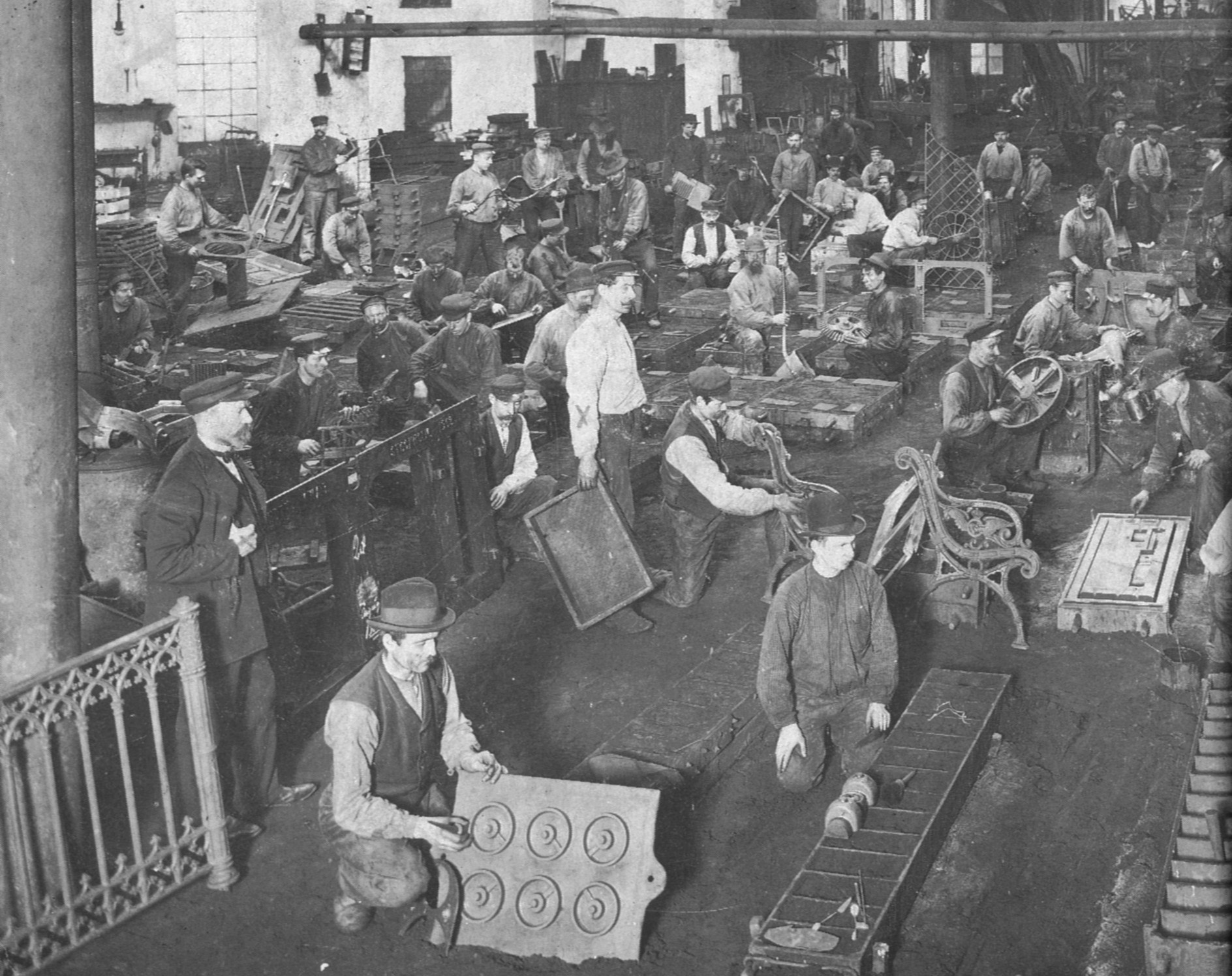
Gjuteriet vid Bolinders kring 1890.

J. & C. G. Bolinders Mekaniska Verkstad (även kallad Bolinders) var ett industriföretag som grundades 1844 av bröderna Jean Bolinder och Carl Gerhard Bolinder vid Klara sjö på Kungsholmen i Stockholm. Medan företaget producerade under de första årtionden framförallt gjutgods stod senare även maskin- och motortillverkning i deras fokus. År 1979 upphörde verksamheten. 

## Historia

### Företagets grundande på 1800-talet
Företagets första verkstad låg på norra sidan av Fleminggatan och norr om Kungsbroarna och vid korsningen av Pipersgatan, där idag Tekniska nämndhuset ligger. Jean Bolinder blev verkställande direktör för företaget och ledde den mekaniska verkstaden tillsammans med brodern Carl Gerhard Bolinder, som verkade som arbetsledare och verkstadschef.
J. och C. G. Bolinders Mekaniska Verkstad växte till ett av Sveriges främsta industriföretag. 1873 blev företaget ett aktiebolag med produktionsfokus på gjutgods, från gjutjärnsspisar och kaminer till stekpannor, grytor, våffeljärn och köttkvarnar samt ångmaskiner. 1905 konstruerade man även en tändkulemotor och från 1910 började man tillverka råoljemotorer för till exempel båtar och sågverk.
Bolinders introducerade och tillverkade modern utrustning och den fick stor betydelse för den svenska skogsindustrin. Gjutjärnsartiklar spelade en betydande roll för Bolinders under 1800-talets senare hälft. De tillverkades som regel efter engelska modeller och produktionen omfattade trädgårdsmöbler, lyktarmar, blombord, paraplyställ och spegelramar. Nya byggnader uppfördes vid Klara sjö på Kungsholmen och verkstaden tog allt fler tomter i anspråk efterhand som verksamheten expanderade.

### Expansion med maskin- och motortillverkning
Efter några decennier byggdes en ångmaskinsfabrik. Under 1890-talet tillverkade Bolinders bland annat bland annat träbearbetningsutrustning för den framväxande pappers- och trävaruindustrin. Mot slutet av 1800-talet var fabriken en av de största i Stockholm. 
I slutet av 1800-talet började även tillverkningen av förbränningsmotorer. Bolinders ville skaffa en alternativ kraftkälla till ångmaskinen. Förbränningsmotorn började komma i bruk utomlands här och var och för Sveriges del började det hela år 1890. År 1893 byggde Bolinders sin och Sveriges första fotogenmotor med intern förbränning. Det var en fyrtaktsmotor med en liggande cylinder. Motorn konstruerades av ingenjör Jonas Weyland men kulminerade 1899 då 122 motorer levererades. Sedan tog man in ingenjör Erik Rundlöf som konsult och 1897 producerades en tvåtaktsråoljemotor som blev en större framgång. Fem år senare köpte Bolinders även in rätten till en annan tändkulemotor som Erik Rundlöf hade skapat.

### Den nya anläggning i Järfälla
I början på 1900-talet ansåg man att platsen på Kungsholmen, trots att nya byggnader uppförts, var för liten. Bolaget önskade få större utrymme för sina gjuterier. Man började att leta efter tomtmark utanför staden. År 1906 förvärvade därför företaget gården Kallhäll i Järfälla. Kallhäll ansågs ha bra kommunikationer, med järnvägen mot Västerås och sjövägen via Mälaren in till Stockholm.

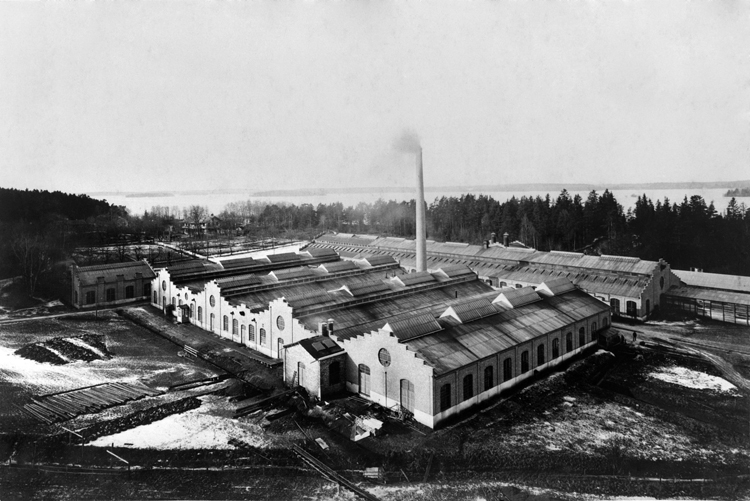
Bolinders Fabriks AB i Kallhäll, 1913.

Efter förvärvet uppfördes fyra fabriksbyggnader, gjuteri, pressarverkstad, spisverkstad och kraftstation. Man räknade med att kunna börja tillverkningen vid Kallhäll redan 1907. Men det var först 1909 som produktionen i Kallhäll kom igång. Gjuteriet i Kallhäll övertog snabbt större delen av fabriksgodstillverkningen och en mindre del av maskingjutningen. Man tillverkade då spisar, köttkvarnar och gjutgods som transporterades sjövägen till fabriken på Kungsholmen. Företaget ägde fyra motordrivna bogserbåtar och ett trettiotal pråmar som var avsedda till transporterna till verkstäderna. Den större delen av maskingjutningen skedde då vid Kungsholmen, och den kunde nu expandera genom fabrikstillverkningens utflyttning till Kallhäll. 

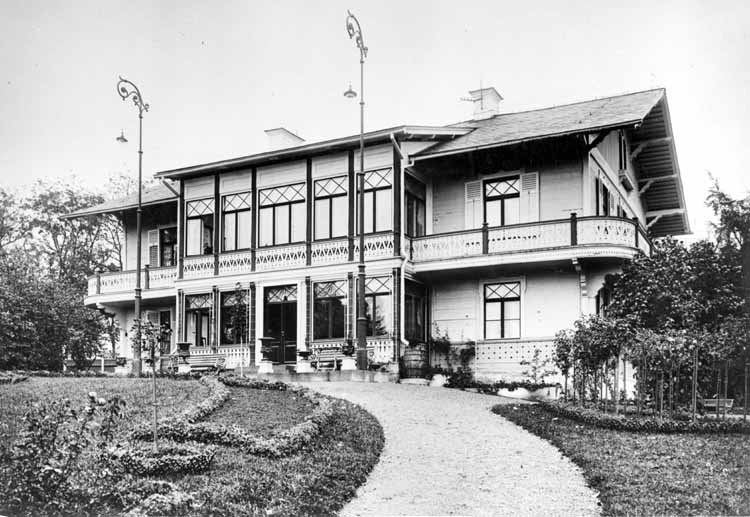
Kallhälls gård 1907.

Bolinders uppförde även arbetarbostäder, först i anslutning till fabriksområdet och längre fram i Bolinderbyn. Mellan 1907 och 1913 byggde Bolinders cirka 15 större trähus, flerfamiljsvillor, på båda sidor om järnvägen, med cirka 80 lägenheter för anställda. Bolinders var ovilligt att upplåta mark för egna hem, och arbetarna måste söka sig till Björkliden, även kallad Kallhälls villastad, på andra sidan Enköpingsvägen. Några år senare uppfördes ytterligare sex hus. Sammanlagt rymde villorna cirka 110 mindre lägenheter. 
1919 hade Bolinders 1900 anställda vid de båda fabrikerna. På 1920-talet hade Bolinders en världsandel av 80 procent av alla fiskebåtsmotorer tack vare produkternas pålitlighet, låga bränsleförbrukning och långa livslängd. Vid samma tid tillverkade Bolinders även traktorer. Från 1927 till 1929 expanderade även fabriksanläggningen vid Kallhäll ytterligare. Ett första skepp av emaljverket byggdes och gjuteriet förlängdes med 65 meter. Ett badhus och en tvättstuga för de anställda byggdes.
Efter bröderna Jean och Carl Gerhard Bolinders död i slutet av 1800-talet togs företaget över av ingenjören och industrimannen Erik August Bolinder (1863-1930), son till Carl Gerhard Bolinder. Erik August Bolinder blev VD för Bolinders redan 1888 och han förblev i ledningen ända fram till sin död 1930. Under hans ledning utvecklades Bolinders till ett av landets främsta exportföretag. Han moderniserade och utvidgade produktionen, och vid sidan om sågverksmaskiner blev båtmotorer och lättviktsoljemotorer viktigare. Under en sjukdomsperiod åren 1926-1927 ersattes han av sonen Erik C.G. Bolinder och därefter av disponent Kristoffer Huldt, som utövade den direkta ledningen från 1927 till företagets klyvning.

### Företagets utveckling och uppdelning efter 1930-talet
Åren 1932-1933 delades företaget upp. Anläggningen i Kallhäll skildes från Stockholmsdelen och erhöll namnet Bolinders Fabriks AB. Bolinders verkstadsavdelning slogs samman med Munktells Mekaniska Verkstad i Eskilstuna och kallades AB Bolinder-Munktell, förkortat BM. Samtidigt lades verksamheten på Kungsholmen ned. Därefter blev civilingenjör Birger Dahlerus verkställande direktör. 
Under 1930- och 1940-talen tillverkade man "Trim" utombordsmotor, diskmaskiner, sanitetsgods och emaljerade hushållskärl.
Den före detta sommarbostaden i Kallhälls gård ombyggdes i början av 1940-talet till företagets huvudkontor och samtidigt flyttades de sista affärsavdelningarna ut från Stockholm. Utbyggnaden fortsatte efter andra världskriget. 1947 byggdes chokladmaskinsverkstaden, där det tillverkades bland annat chokladknådningsmaskiner, och ett nytt badhus för gjuteri- och renseripersonalen. 1948 övertog Bolinders tillverkningen av bilelektriska artiklar såsom generatorer, startmotorer, reläer och motorvärmare av företaget Hesselman Motor Corporation AB. 
Under 1950-talets fortsättning tillverkade man således kylskåp och elspisar, men konkurrensen från Electrolux, Husqvarna och Electro-Helios var svår. En stor pressarverkstad och experimentbyggnad samt laboratoriebyggnad för kylskåpsproduktionen byggdes 1950. Vidare byggdes ett nytt skepp av emaljverkstaden 1953 och en brandstation 1954. Utbyggnad av emaljverkets underavdelningar utfördes 1955.

### Bolagets försäljning
Birger Dahlerus avgick år 1956. Då hade Bolinders cirka 695 anställda. Av dem var 152 tjänstemän, 33 arbetsledare och cirka 510 arbetare. Av de anställda var ett nittiotal bosatta utanför Järfälla, de övriga var bosatta inom kommunen.

Då övergick aktiemajoriteten först till ett konsortium under ledning av direktör Ewald Holmqvist i AB Elektroskandia och sedan till Svenska Maskinverken i Södertälje. Företaget flyttade då större delen av sin verksamhet till Kallhäll.

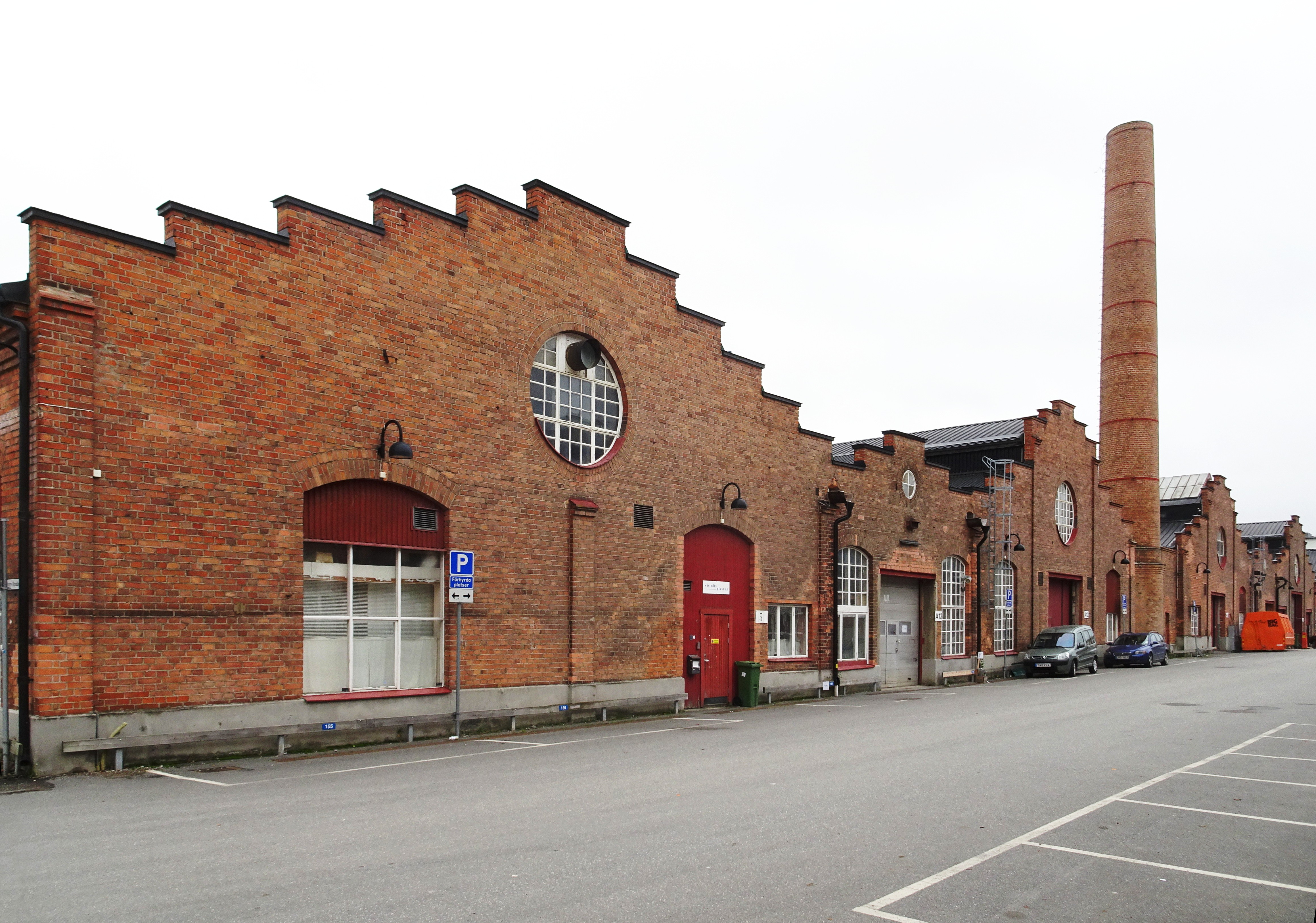
Bolinders tidigare fabrikslokaler i Kallhäll, är numera en del av bostadsområdet Bolinders strand, 2018.

Vid mitten av 1970-talet tillkom en stor kontorsbyggnad söder om Kallhälls gård. Samtidigt revs gårdens tidigare ekonomibyggnader på samma plats. Under samma period byggdes en stor monteringshall nere vid fabriken.
Verksamheten fortsatte fram till 1979, då den efter flera ägarskiften övertogs av Götaverken Ångteknik AB, vilket var en del av Svenska Varv AB, och flyttades till Göteborg. Det gamla industriområdet låg relativt oförändrat under många år men har i slutet av år 2000 börjat byggas om till kontor och bostäder av byggföretaget JM som marknadsförs under namnet Bolinders strand.
År 1988 öppnade Bolindermuseet i Folkets hus i Kallhälls centrum.

## Bolinders produkter i urval

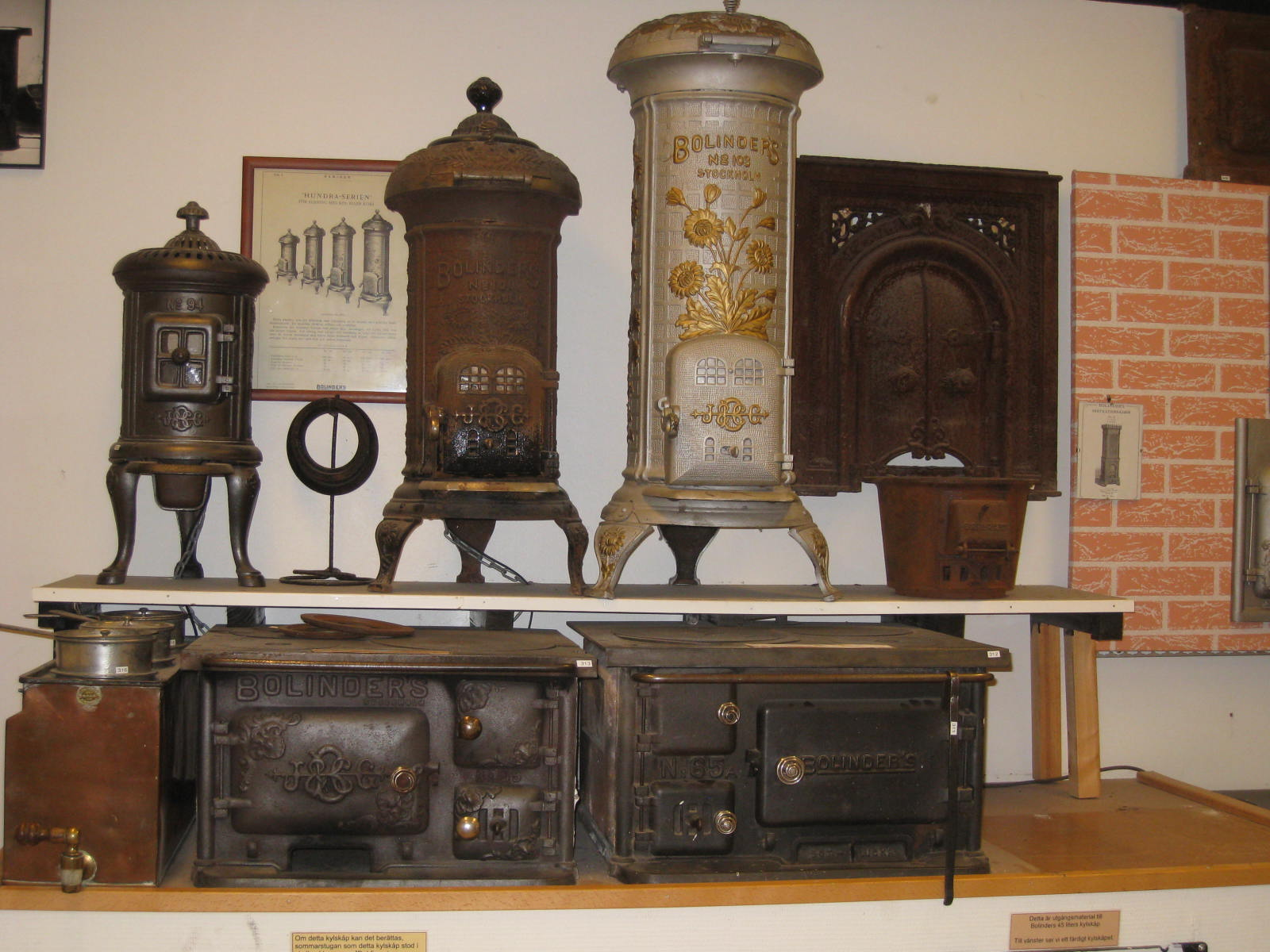
Järnspisar.
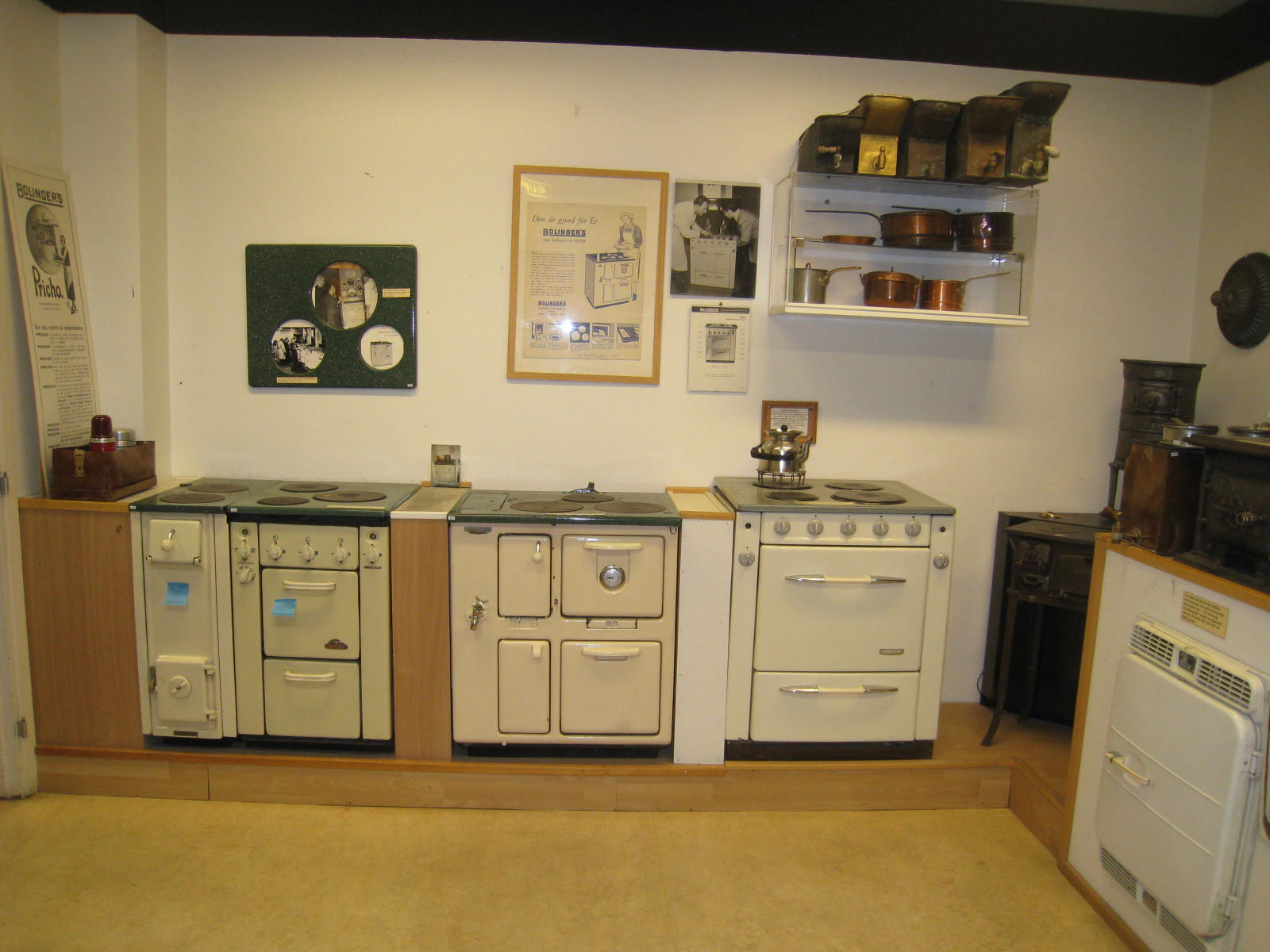
Elspisar.
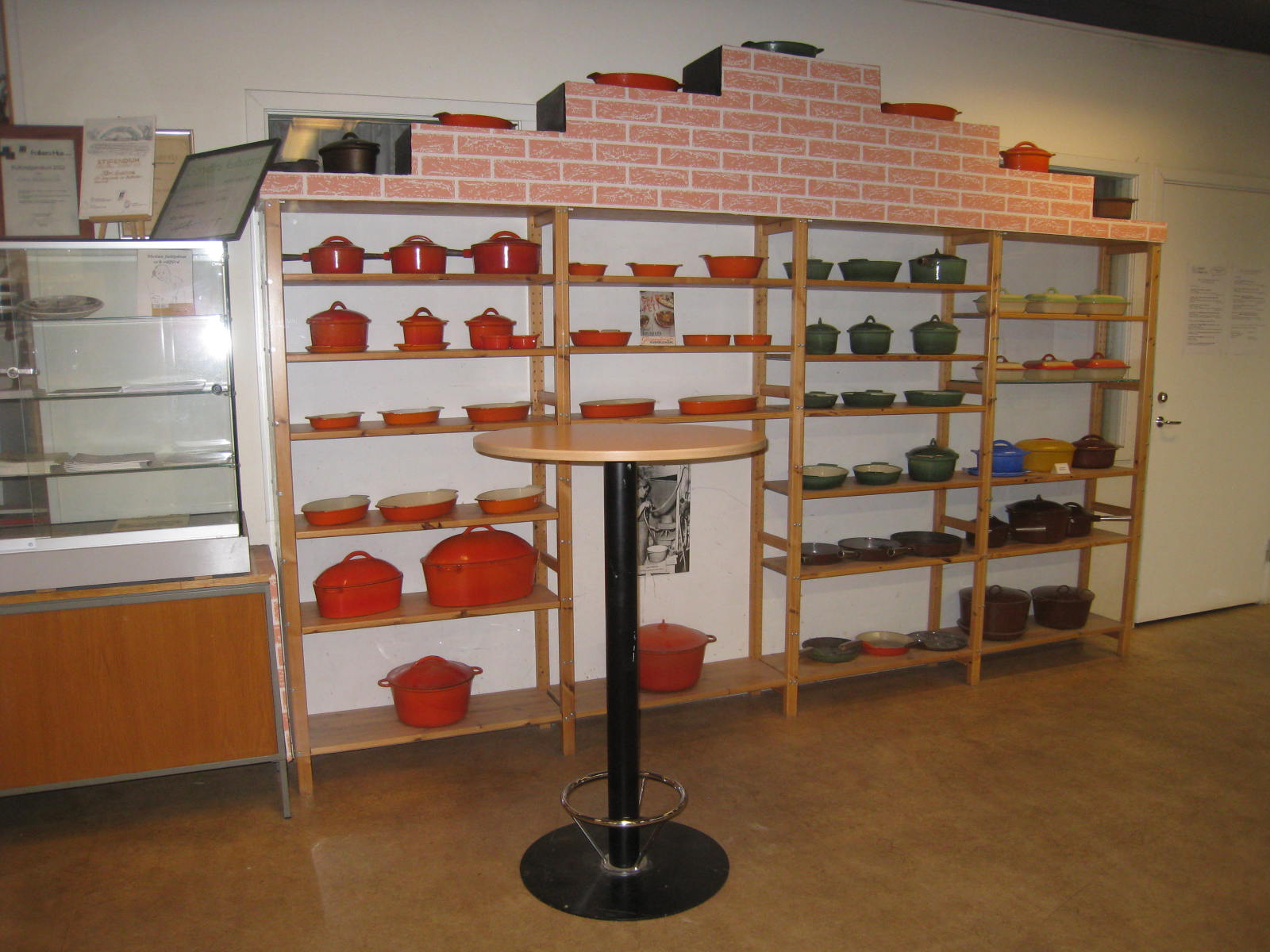
Emaljerade grytor.
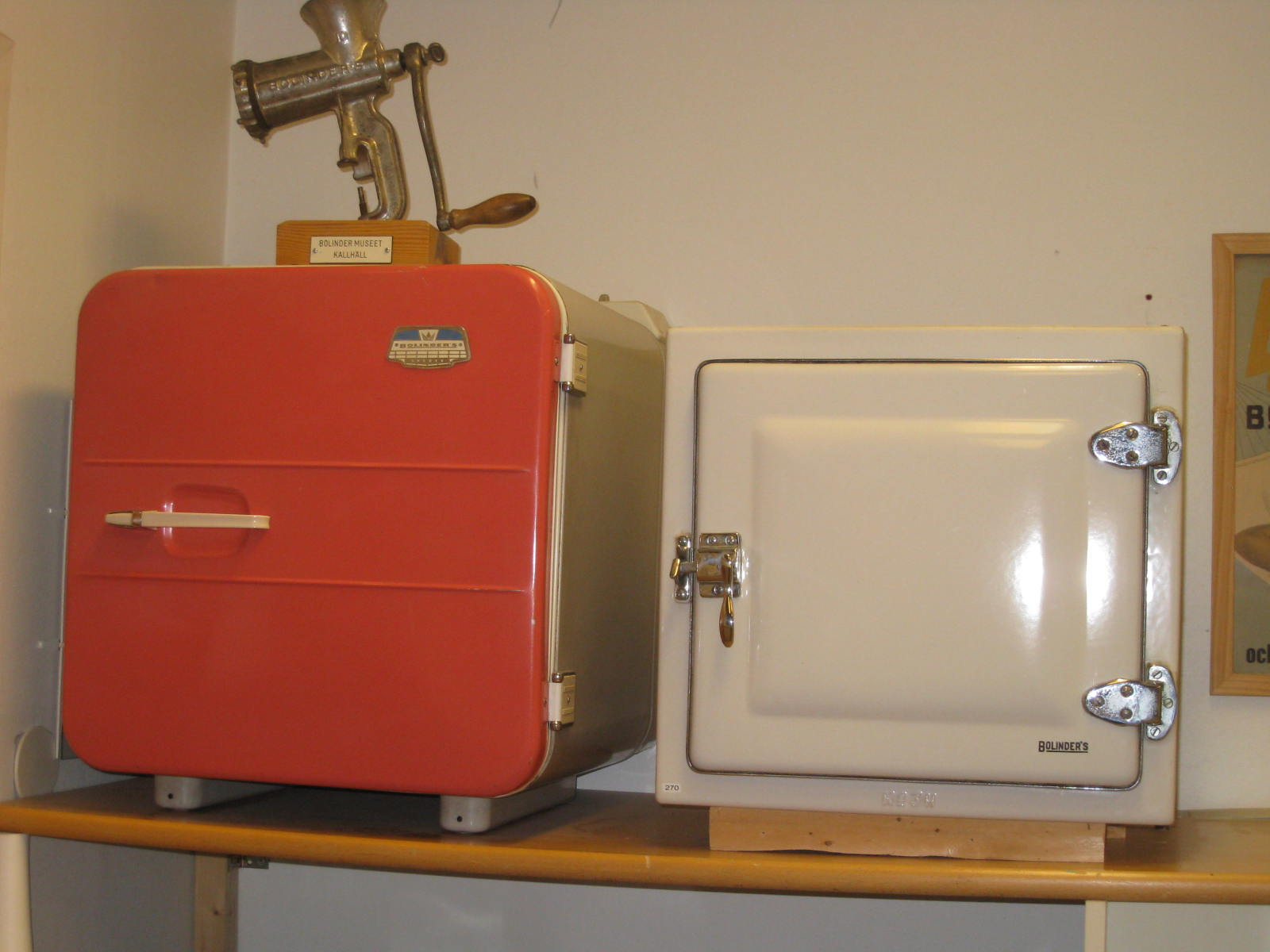
Kylskåp.
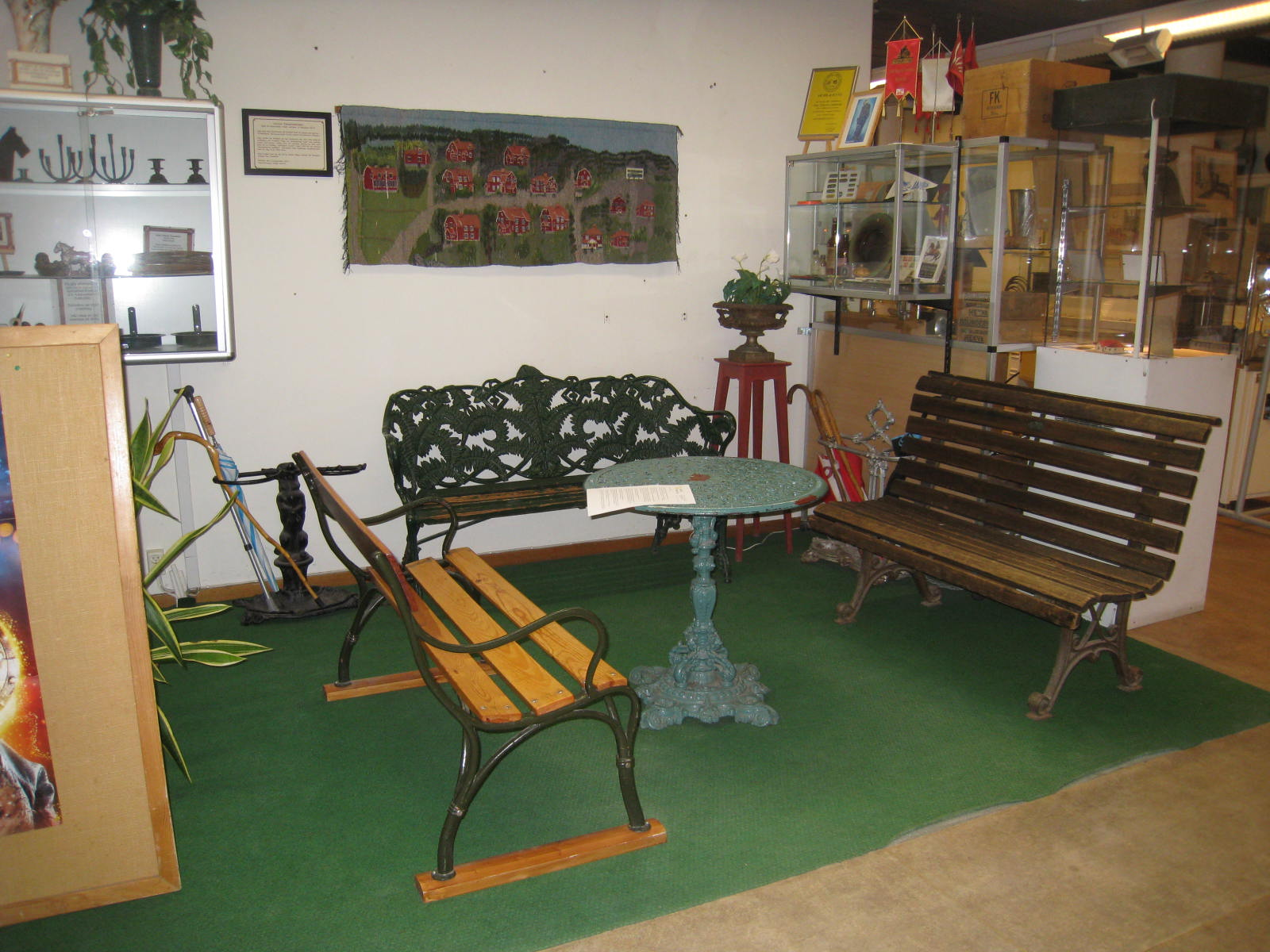
Parkbänkar.